# Llista de topònims del Far d'Empordà
Llista de topònims (noms propis de lloc) del municipi del Far d'Empordà, a l'Alt Empordà
Informació actualitzada per un bot. Els canvis manuals es perdran quan s'actualitzi!

## casa
| imatge | Nom                                             | Ubicat a         | instància de | Detalls                                           | coordenades                                                              | Protecció                                  | Commons (més fotos)                             | Dades a WD                    |
| ------ | ----------------------------------------------- | ---------------- | ------------ | ------------------------------------------------- | ------------------------------------------------------------------------ | ------------------------------------------ | ----------------------------------------------- | ----------------------------- |
|        | casa a la plaça Major                           | el Far d'Empordà | casa         | Estil: arquitectura popular                       | 42° 15′ 07″ N, 2° 59′ 45″ E / 42.252015°N,2.995784°E                     | bé integrant del patrimoni cultural català | Casa a la plaça Major (el Far d'Empordà)        | Modifica les dades a Wikidata |
|        | casa al carrer del Centre, 2 (el Far d'Empordà) | el Far d'Empordà | casa         | Estil: arquitectura popular 1520 Estat: bon estat | 42° 15′ 07″ N, 2° 59′ 44″ E / 42.251925°N,2.995645°E ca:C. del Centre, 2 | bé integrant del patrimoni cultural català | Casa al carrer del Centre, 2 (el Far d'Empordà) | Modifica les dades a Wikidata |

## entitat singular de població
| imatge | Nom              | Ubicat a         | instància de                                                                   | Detalls | coordenades                                                       | Protecció | Commons (més fotos) | Dades a WD                    |
| ------ | ---------------- | ---------------- | ------------------------------------------------------------------------------ | ------- | ----------------------------------------------------------------- | --------- | ------------------- | ----------------------------- |
|        | el Far d'Empordà | el Far d'Empordà | entitat singular de població ens local històric de Catalunya capital municipal | 520 hab | 42° 15′ 07″ N, 2° 59′ 46″ E / 42.251972°N,2.996093°E 44 msnm      |           |                     | Modifica les dades a Wikidata |
|        | l'Oliva          | el Far d'Empordà | entitat singular de població                                                   | 106 hab | 42° 14′ 47″ N, 2° 59′ 44″ E / 42.2465°N,2.9956111111111°E 26 msnm |           |                     | Modifica les dades a Wikidata |

## masia
| imatge | Nom                 | Ubicat a         | instància de | Detalls | coordenades                                                         | Protecció | Commons (més fotos) | Dades a WD                    |
| ------ | ------------------- | ---------------- | ------------ | ------- | ------------------------------------------------------------------- | --------- | ------------------- | ----------------------------- |
|        | Cal Ferrer          | el Far d'Empordà | masia        |         | 42° 15′ 22″ N, 2° 59′ 38″ E / 42.2560516427716°N,2.99387765844531°E |           |                     | Modifica les dades a Wikidata |
|        | Can Coromines       | el Far d'Empordà | masia        |         | 42° 15′ 10″ N, 2° 59′ 57″ E / 42.2526564407002°N,2.99919989530618°E |           |                     | Modifica les dades a Wikidata |
|        | Can Crusques        | el Far d'Empordà | masia        |         | 42° 15′ 00″ N, 2° 59′ 26″ E / 42.2499361576442°N,2.99052037900262°E |           |                     | Modifica les dades a Wikidata |
|        | Can Gornera         | el Far d'Empordà | masia        |         | 42° 14′ 58″ N, 2° 59′ 29″ E / 42.2495129315691°N,2.99139324051629°E |           |                     | Modifica les dades a Wikidata |
|        | Can Manel           | el Far d'Empordà | masia        |         | 42° 15′ 02″ N, 2° 59′ 39″ E / 42.2505308146089°N,2.9941570073665°E  |           |                     | Modifica les dades a Wikidata |
|        | Can Moret           | el Far d'Empordà | masia        |         | 42° 15′ 05″ N, 2° 59′ 34″ E / 42.2513142785174°N,2.9927264751756°E  |           |                     | Modifica les dades a Wikidata |
|        | Can Pau             | el Far d'Empordà | masia        |         | 42° 15′ 12″ N, 2° 59′ 39″ E / 42.2533317636007°N,2.99413250298593°E |           |                     | Modifica les dades a Wikidata |
|        | Can Quim Clos       | el Far d'Empordà | masia        |         | 42° 15′ 14″ N, 2° 59′ 30″ E / 42.2539350408741°N,2.99180482276583°E |           |                     | Modifica les dades a Wikidata |
|        | Can Xom Gros        | el Far d'Empordà | masia        |         | 42° 15′ 19″ N, 2° 59′ 00″ E / 42.2553030642374°N,2.98325771547132°E |           |                     | Modifica les dades a Wikidata |
|        | Can Xom Petit       | el Far d'Empordà | masia        |         | 42° 15′ 32″ N, 2° 59′ 16″ E / 42.2587890703818°N,2.98788815101426°E |           |                     | Modifica les dades a Wikidata |
|        | Mas Aupi            | el Far d'Empordà | masia        |         | 42° 15′ 04″ N, 3° 00′ 06″ E / 42.2511613906697°N,3.00164866164576°E |           |                     | Modifica les dades a Wikidata |
|        | Mas Bordes          | el Far d'Empordà | masia        |         | 42° 14′ 32″ N, 2° 59′ 38″ E / 42.2421099226992°N,2.99376991944827°E |           |                     | Modifica les dades a Wikidata |
|        | Mas Magre           | el Far d'Empordà | masia        |         | 42° 14′ 23″ N, 2° 59′ 39″ E / 42.2397502986802°N,2.99421860369275°E |           |                     | Modifica les dades a Wikidata |
|        | Mas Panera          | el Far d'Empordà | masia        |         | 42° 15′ 01″ N, 2° 59′ 13″ E / 42.2502330271014°N,2.98706546927164°E |           |                     | Modifica les dades a Wikidata |
|        | Mas Pep             | el Far d'Empordà | masia        |         | 42° 14′ 26″ N, 2° 59′ 53″ E / 42.2406510565126°N,2.99803647898789°E |           |                     | Modifica les dades a Wikidata |
|        | Mas Platja          | el Far d'Empordà | masia        |         | 42° 14′ 01″ N, 2° 59′ 18″ E / 42.2335985450387°N,2.9882686622325°E  |           |                     | Modifica les dades a Wikidata |
|        | Mas Roger           | el Far d'Empordà | masia        |         | 42° 14′ 33″ N, 2° 58′ 41″ E / 42.242549292518°N,2.97801275388076°E  |           |                     | Modifica les dades a Wikidata |
|        | Mas Sants           | el Far d'Empordà | masia        |         | 42° 15′ 04″ N, 2° 59′ 27″ E / 42.2511069968088°N,2.99081114372597°E |           |                     | Modifica les dades a Wikidata |
|        | Mas Sarget          | el Far d'Empordà | masia        |         | 42° 14′ 41″ N, 2° 59′ 50″ E / 42.2447759175627°N,2.99718786081717°E |           |                     | Modifica les dades a Wikidata |
|        | Mas Soms            | el Far d'Empordà | masia        |         | 42° 15′ 03″ N, 3° 00′ 00″ E / 42.250835°N,2.999989°E 25 msnm        |           |                     | Modifica les dades a Wikidata |
|        | Mas Vidal           | el Far d'Empordà | masia        |         | 42° 14′ 22″ N, 3° 00′ 01″ E / 42.239522°N,3.000256°E                |           |                     | Modifica les dades a Wikidata |
|        | Mas d'en Cors       | el Far d'Empordà | masia        |         | 42° 14′ 07″ N, 2° 58′ 08″ E / 42.2351710183112°N,2.96885300994661°E |           |                     | Modifica les dades a Wikidata |
|        | Mas de Roca Puntosa | el Far d'Empordà | masia        |         | 42° 14′ 35″ N, 2° 58′ 58″ E / 42.2430814793551°N,2.98278822938085°E |           |                     | Modifica les dades a Wikidata |
|        | Mas de la Gruta     | el Far d'Empordà | masia        |         | 42° 14′ 07″ N, 2° 58′ 54″ E / 42.2354°N,2.9818°E 29 msnm            |           |                     | Modifica les dades a Wikidata |
|        | Mas de la Rosaleda  | el Far d'Empordà | masia        |         | 42° 13′ 55″ N, 2° 59′ 16″ E / 42.2318062275699°N,2.98766305375404°E |           |                     | Modifica les dades a Wikidata |
|        | Mas de les Garses   | el Far d'Empordà | masia        |         | 42° 14′ 37″ N, 2° 58′ 32″ E / 42.2437376161806°N,2.97551539659045°E |           |                     | Modifica les dades a Wikidata |
|        | Mas dels Avalls     | el Far d'Empordà | masia        |         | 42° 14′ 37″ N, 3° 00′ 28″ E / 42.2436228763789°N,3.00789081583223°E |           |                     | Modifica les dades a Wikidata |
|        | Xalet Nou del Far   | el Far d'Empordà | masia        |         | 42° 14′ 26″ N, 2° 58′ 36″ E / 42.2404325518384°N,2.97668023837614°E |           |                     | Modifica les dades a Wikidata |
|        | la Garriga          | el Far d'Empordà | masia        |         | 42° 14′ 05″ N, 2° 59′ 06″ E / 42.2346158706928°N,2.98495989258985°E |           |                     | Modifica les dades a Wikidata |

## molí d'aigua
| imatge | Nom              | Ubicat a         | instància de | Detalls                                                                         | coordenades                                                                  | Protecció                                  | Commons (més fotos)                 | Dades a WD                    |
| ------ | ---------------- | ---------------- | ------------ | ------------------------------------------------------------------------------- | ---------------------------------------------------------------------------- | ------------------------------------------ | ----------------------------------- | ----------------------------- |
|        | Molí d'en Grau   | el Far d'Empordà | molí d'aigua | Estat: ruïnós                                                                   | 42° 14′ 19″ N, 2° 58′ 55″ E / 42.238665°N,2.982081°E 26 msnm                 |                                            |                                     | Modifica les dades a Wikidata |
|        | Molí de Baix     | el Far d'Empordà | molí d'aigua |                                                                                 | 42° 14′ 38″ N, 2° 59′ 30″ E / 42.2439560780234°N,2.9916727818727°E           |                                            |                                     | Modifica les dades a Wikidata |
|        | Molí de la Torre | el Far d'Empordà | molí d'aigua | Arquitecte: Josep Roca i Bros Estil: Romanticisme arquitectura neoclàssica 1853 | 42° 14′ 18″ N, 2° 58′ 42″ E / 42.238331°N,2.978378°E ca:a 100 mts de la C-31 | bé integrant del patrimoni cultural català | Molí de la Torre (El Far d'Empordà) | Modifica les dades a Wikidata |
|        | Molí del Pi      | el Far d'Empordà | molí d'aigua |                                                                                 | 42° 14′ 30″ N, 3° 00′ 21″ E / 42.2417316839708°N,3.0057452150664°E           |                                            |                                     | Modifica les dades a Wikidata |

## Misc
| imatge | Nom                                 | Ubicat a         | instància de           | Detalls                                   | coordenades                                                         | Protecció                                            | Commons (més fotos)       | Dades a WD                    |
| ------ | ----------------------------------- | ---------------- | ---------------------- | ----------------------------------------- | ------------------------------------------------------------------- | ---------------------------------------------------- | ------------------------- | ----------------------------- |
|        | Castell del Far d'Empordà           | el Far d'Empordà | castell                | Estil: arquitectura popular 13rd century  | 42° 15′ 06″ N, 2° 59′ 46″ E / 42.251783°N,2.996014°E                | bé d'interès cultural bé cultural d'interès nacional | Castell del Far d'Empordà | Modifica les dades a Wikidata |
|        | Coberts de Mas Soms                 | el Far d'Empordà | cabana                 |                                           | 42° 15′ 00″ N, 3° 00′ 04″ E / 42.2499005199788°N,3.00099402619509°E |                                                      |                           | Modifica les dades a Wikidata |
|        | El Far observatory                  | el Far d'Empordà | observatori astronòmic |                                           | 42° 15′ 00″ N, 2° 59′ 50″ E / 42.250063°N,2.99725°E                 |                                                      |                           | Modifica les dades a Wikidata |
|        | Granja de Can Gaixes                | el Far d'Empordà | granja                 |                                           | 42° 15′ 11″ N, 3° 00′ 16″ E / 42.2531607101541°N,3.00440061086987°E |                                                      |                           | Modifica les dades a Wikidata |
|        | Logis Empordà                       | el Far d'Empordà | polígon industrial     |                                           | 42° 13′ 56″ N, 2° 59′ 25″ E / 42.2321757250797°N,2.99014735186499°E |                                                      |                           | Modifica les dades a Wikidata |
|        | Manol                               | Alt Empordà      | curs d'aigua           | Desemboca: Muga Llarg: 40km Conca: 150km² | 42° 16′ 29″ N, 3° 01′ 33″ E / 42.2747°N,3.02589°E 48 msnm           |                                                      | Manol                     | Modifica les dades a Wikidata |
|        | Restaurant les Quadres              | el Far d'Empordà | edifici                | Estil: arquitectura popular               | 42° 15′ 07″ N, 2° 59′ 42″ E / 42.252059°N,2.995122°E 34 msnm        | bé integrant del patrimoni cultural català           | Restaurant les Quadres    | Modifica les dades a Wikidata |
|        | Sant Martí del Far                  | el Far d'Empordà | església               | Estil: arquitectura romànica              | 42° 15′ 07″ N, 2° 59′ 46″ E / 42.251903°N,2.99611°E                 | bé d'interès cultural bé cultural d'interès nacional | Sant Martí del Far        | Modifica les dades a Wikidata |
|        | casa consistorial del Far d'Empordà | el Far d'Empordà | casa consistorial      |                                           | 42° 15′ 06″ N, 2° 59′ 47″ E / 42.2515912°N,2.996376°E               |                                                      |                           | Modifica les dades a Wikidata |